# Віолетта Віллас
Чеслава Марія Чєшьляк (пол. Czesława Gospodarek, Cieślak), відома як Віолетта Віллас (пол. Violetta Villas, 10 червня 1938, Льєж — 5 грудня 2011, Левін Клодзко) — польська естрадна та оперна співачка, акторка театру і кіно, композиторка і авторка текстів, володарка колоратурного сопрано з діапазоном голосу у п'ять октав. Активістка руху за права тварин.

## Життєпис
Народилася 10 червня 1938 року в Льєжі, Бельгія, у родині шахтаря Болеслава Цєсьляка (1907–1960) і домогосподарки Джейн (1914–1985). Крім Марії, в сім'ї було ще троє дітей. 
У 1948 році родина переїхала в Польщу, в невелике селище Левін Клодзко, де Віолетта почала вчитися музичному мистецтву. У 1956 році вступила у «Вищу державну музичну школу» в Щецині, де провчилася три роки.
16-річна Віолетта під тиском батьків вступила в шлюб з лейтенантом Борисом Ґосподареком і народила сина Кшиштофа. Через 2 роки, у 1956, розлучилася. За власними словами, вона ніколи не любила лейтенанта і одружилася з ним тільки через тиск батьків.
У 1987 році познайомилася з підприємцем і мільйонером Тедом Ковальчуком, якого пошлюбила 6 січня 1988 року у Чикаго. У грудні подала на розлучення, яке висвітлювали численні інтерв'ю: «Я зробила помилку, яку швидко усвідомила».
Кілька десятиліть Віолетта Віллас була польським секс-символом. Останні роки життя відома як активістка руху за права тварин.
Легендарна польська співачка-поліглотка померла у 73-річному віці у своєму будинку в Левіні Клодзській на південному заході Польщі.

## Творчість

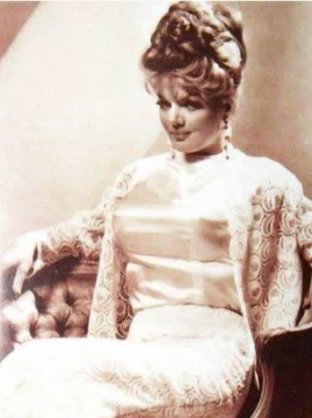
У Лас Вегасі, 1967

Чеслава Цєсьляк мала абсолютний слух, грала на фортепіано, скрипці, тромбоні, знала дев'ять мов. 
Вокально дебютувала в 1960 році на Польському радіо. Потім її кар'єра розвивалася стрімко — призи на фестивалі в Сопоті в 1961 і 1962 роках, виступи на фестивалі в Ополе в 1963, 1964, 1965 і 1966 роках.
Співачка починає гастролі в Німеччині, Бельгії, Швейцарії, СРСР, Чехословаччині, Болгарії, Румунії. Віллас виступає у Франції і США, знімається в кіно, її партнери в дуетах на світових сценах — Френк Сінатра, Шарль Азнавур, Пауль Анка, Семмі Девіс.
Віолетта Віллас також багато грала в театрі. Її акторський дебют відбувся в 1978 році, на сцені Ґранд-театру в Лодзі в музичному спектаклі Kochajmy się. З 1979 по 1988 Віллас була задіяна майже в усіх виставах театру «Сирен» у Варшаві.
За весь час своєї музичної діяльності співачка видала понад 30 альбомів і виконала близько 50 пісень. Віллас виконувала пісні багатьма мовами: польською, англійською, французькою, німецькою, італійською, російською, іспанською і португальською. Її називали «голосом атомного століття», «голосом континенту» і «польською Імою Сумак».
У лютому 2011 року співачка заявила, що залишає сцену, і була удостоєна звання «Заслужений працівник культури Республіки Польща». Бенефіс з нагоди 50-річчя творчої діяльності Віолетти Віллас відбувся 14 лютого 2011 року, співачка була нагороджена медаллю міністра культури і національної спадщини Польщі Gloria Artis.

## Дискографія
| - 1962 — Rendez-vous with Violetta Villas - 1966 — Violetta Villas - 1967 — Violetta Villas перевидання - 1968 — For you my darling - 1968 — About Love… - 1977 — There is no love without jealousy - 1985 — Las Vegas - 1986 — Violetta Villas перевидання - 1992 — The most beautiful Christmas carols - 1996 — Daddy 2 - 1997 — Christmas carols - 1997 — Villas sings Christmas carols - 2001 — When Jesus Christus was born… - 2001 — Violetta Villas перевидання - 2001 — There is no love without jealousy перевидання - 2001 — For you my darling перевидання - 2003 — Valentine hits - 2004 — Christmas carols from heart - 2008 — To comfort the heart and warmth the soul - 2009 — The most beautiful Christmas carols перевидання - 1980 — Old hits - 1987 — The greatest hits - 1992 — For you my darling - 1992 — The best of - 1995 — Violetta Villas — gold hits - 1996 — Gold hits - 1996 — Only to you - 1997 — I am what i am - 1998 — Platinum collection - 2000 — Gold hits - 2003 — To you, mother - 2003 — Magic memories - 2009 — From the Polish Radio archive - 2010 — 40 Violetta Villas songs | - 1961 — «I don't believe you» - 1961 — «Such a frost» - 1961 — «I don't make it» - 1961 — «For you my darling» - 1961 — «Red Marianna» - 1961 — «Secret» - 1962 — «Get married, Johny!» - 1962 — «Cuckoo clock» - 1962 — «It speak maracas» - 1962 — «Look straight into my eyes» - 1962 — «When Allah goes» - 1962 — «Ali alo» - 1963 — «Fan» - 1964 — «To you, mother» - 1964 — «Joseph» - 1964 — «The love begins with a smile» - 1964 — «There is a time for love» - 1964 — «Is not» - 1978 — «For mum» - 1986 — «Mundial'86» - 1987 — «The pine from my dream» - 1987 — «Take me from Barcelona» - 1987 — «Everywhere you go» - 1987 — «The wild woman» - 1962 — «Do you like to dance?» - 1964 — «There is a time for love» - 1964 — «Forty chesnut-trees» - 1964 — «Recalling Masuria» - 1965 — «Mamma» - 1965 — «I will travel to you» - 1965 — «To you, mother» - 1968 — «It's raining in Zakopane» - 1970 — «I returned to you» - 1972 — «There is no love without jealousy» |